# Jetstreak

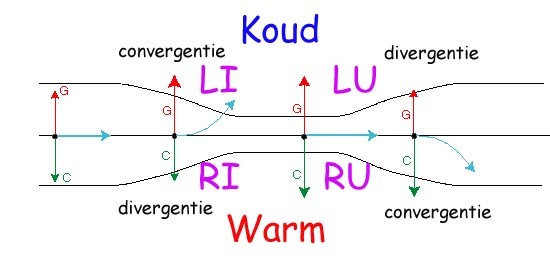
Jetstreak

Een jetstreak is een stroomversnelling in de jetstream of straalstroom, waar de windsnelheden heel hoog worden (140-160 knopen). Voor meteorologen is het van groot belang mogelijke jetstreaks te lokaliseren op hoogtekaarten (300 of ook nog wel 500 hPa), want een jetstreak brengt vaak interessant weer met zich mee en kan ook als trigger optreden voor hevig onweer.

## Schematische voorstelling van bewegingen in en rond een jetstreak
Op het 300 hPa-vlak (ca. 10 km hoogte) waait de geostrofische wind. Deze wind wordt beschouwd niet onderhevig te zijn aan de wrijvingskracht. De gradiëntkracht (G) die een deeltje ondervindt, wordt in de geostrofische wind gecompenseerd door de corioliskracht (C), die altijd loodrecht staat op de bewegingsrichting (naar rechts op het noordelijk halfrond). Daardoor beweegt een luchtdeeltje in de geostrofische wind evenwijdig aan de isobaren.
Wanneer een luchtdeeltje de jetstreak nadert, begint het een grotere gradiëntkracht te ondervinden. Deze kracht staat loodrecht op de isobaren en is gericht van de hoge druk (warme zijde) naar de lagere druk (koude zijde). De corioliskracht is ook steeds evenredig met de snelheid.
Door de traagheid (wet van Newton) van het luchtdeeltje, duurt het enige tijd vooraleer de snelheid ervan toeneemt. Bijgevolg duurt het ook enige tijd voor de corioliskracht toeneemt. Er ontstaat dus een onevenwicht tussen de gradiëntkracht en de corioliskracht (G>C), waardoor de luchtdeeltjes gedwongen worden zich te bewegen naar de lagere druk of koude zijde toe. Aan de linkeringang (LI) van de jetstreak hoopt er zich lucht op. Meteorologen zeggen dat er convergentie van lucht plaatsvindt. Het teveel aan lucht, dat zich in de LI bevindt, wordt naar beneden gedwongen. Er ontstaat dus een dalende beweging, die zal zorgen voor anticyclogenese (het ontstaan van een hogedrukgebied) aan de grond. In de rechteringang (RI) van de jetstreak worden de luchtdeeltjes weggezogen. Er is daar divergentie. Het tekort aan lucht zal via een stijgbeweging worden aangevuld vanaf de grond, waardoor daar cyclogenese (vorming van een lagedrukgebied) zal plaatsvinden.
In de uitgang van een jetstreak gebeurt net het omgekeerde. Het luchtdeeltje ondervindt plots een kleinere gradiëntkracht, maar reageert hierop met een zekere traagheid. Ten gevolge daarvan ontstaat er terug een onevenwicht tussen de krachten (C>G), dat het luchtdeeltje naar rechts zal dwingen. In de rechteruitgang (RU) vinden we deze keer convergentie en anticyclogenese aan de grond. In de linkeruitgang van de jetstreak (LU) heerst divergentie, met cyclogenese aan de grond als gevolg.
Het blijkt dat cyclogenese meestal omvangrijker is aan de koude zijde en anticyclogenese aan de warme zijde. Daardoor kunnen we stellen dat vooral de uitgang van de jetstreak van belang is. Als ook andere omstandigheden er ideaal voor zijn, ontwikkelen in de linkeruitgang vaak zware onweders.